# Ekholzka gården
Ekholzka gården är en av de ursprungliga gårdarna i stadsdelen Blekan i Ronneby som ligger på en höjdrygg längs Ronnebyåns västra strand. Gården ingår som en del i ett utpekat riksintresseområde för kulturmiljövården som omfattar Karön, Ronneby brunn och stadsdelen Blekan. Gården etablerades i början av 1800-talet och som en av de ursprungliga gårdarna som fortfarande finns kvar, också ett bärande värde av denna del i riksintresseområdet.

## Arkitektur
Gården är byggd i ett och ett halvt våningsplan med en välbevarad träfasad med gulmålad locklistpanel och taket är täckt av enkupigt lertegel. Gården har en längre huvudbyggnad med långsidan mot Nedre brunnsvägen och två flygelbyggnader på var sida som skapar en skyddad innergård. Vad som är ovanligt med gården i ett Blekingskt sammanhang är att den är byggd i en u-form, inte olikt halländska gårdar. Gårdar i denna del av Blekinge har ofta komplementbyggnader i vinkel mot huvudbyggnaden men dessa är sällan sammanbyggda med huvudbyggnaden. I fallet med Ekholzka gården gör denna planlösning gården något unik i detta sammanhang.